# Doppingen
Die Doppingen ist eine Fähre der finnischen Reederei Ålandstrafiken.

## Geschichte
Das Schiff wurde 1984 unter der Baunummer 120 auf der Werft Lun-Mek in Mariehamn für das Ålands Landskapstyrelse gebaut.
Die Fähre kam auf der Strecke zwischen Asterholma, Lappo und Torsholma in Fahrt. Seit 1999 verkehrt sie zwischen Åva und Jurmo. Betrieben wird das Schiff seit September 2016 von Alandia Tug. Zuvor war Sundqvist Investments für den Betrieb des Schiffes verantwortlich.

## Technische Daten
Das Schiff wird von zwei Dieselmotoren mit jeweils 252 PS Leistung angetrieben.
Die Fähre verfügt über ein durchlaufendes, offenes Fahrzeugdeck. An beiden Enden der Fähre befinden sich herunterklappbare Rampen. Auf einer Seite befinden sich unter anderem Aufenthaltsräume für die Passagiere. Darüber befindet sich das Steuerhaus.
Die Fähre kann 12 Pkw befördern. Die Passagierkapazität beträgt 70 Personen.